# Радченко, Михаил Юрьевич
Михаил Юрьевич Радченко (род. 5 августа 1996, Москва) — российский футболист, защитник.

## Биография
Из футбольной семьи. Дед — заслуженный тренер РСФСР, отец, дядя и брат играли в футбол.
С семи до 15 лет обучался в ФШМ «Торпедо». На турнире в Италии на него обратили внимание скауты и тренеры академии «Сантарканджело» (Сантарканджело-ди-Романья), куда Радченко и перешёл. После окончания академии до 18 лет играл в молодёжной команде «Болоньи». В серии «D» выступал за команды «Романья Чентро», «Беллария-Иджеа-Марина», «Фольгоре Верегра», «Юнайтед Риччоне».
Затем поступил в Университет Северо-Западного Огайо на специальность «Спортивный менеджмент», где играл за команду «Рейсерс». За два сезона провёл около сорока матчей, забил 13 мячей. Переведясь на заочную форму, в феврале 2020 года подписал контракт с клубом первой лиги Белоруссии «Нафтан» Новополоцк, в июле был на просмотре в российском «Енисее». С сентября играл в премьер-лиге КФС, провел 13 матчей за клуб «ТСК-Таврия». В феврале 2021 года перешёл в грузинский клуб «Торпедо» Кутаиси, сыграл один матч в чемпионате — 25 апреля в гостевом матче против «Динамо» Батуми (1:1) на 67-й минуте заменил Важу Табатадзе. С августа играл в первой лиге за «Динамо» Зугдиди. С февраля 2022 года — в российском клубе «Динамо» Ставрополь.
Помимо русского знает итальянский, английский и французский языки.